# Mon Laferte
Mon Laferte, pseudonimo di Norma Monserrat Bustamante Laferte (Viña del Mar, 2 maggio 1983), è una cantautrice, pittrice e attivista cilena naturalizzata messicana.

## Biografia
1983-2003: i primi anni
La cantante è cresciuta con la madre Myriam Laferte Herrera, la nonna materna Norma e la sorella minore Solange, nel quartiere Gómez Carreño di Viña del Mar (Cile). 28 Nel 1992, all'età di nove anni, ha vinto il primo premio in un concorso convocato dalla sua scuola Orlando Peña Carvajal. Gli fu regalata una chitarra, strumento con il quale sviluppò un nuovo interesse per la composizione delle proprie canzoni e diede vita alla sua futura occupazione artistica. All'età di tredici anni ottiene una borsa di studio per studiare musica per un anno e mezzo al conservatorio della sua città natale, anche se preferisce il percorso da autodidatta a quello accademico, e inizia a suonare nei bar di Viña del Mar e Valparaíso.
2003-2007: La ragazza in rosso
Nel 2003 l'interprete, ancora noto come Monserrat Bustamante, è apparso per la prima volta davanti al grande pubblico come concorrente nel programma di ricerca di talenti Rojo Fama Contrafama, trasmesso dalla Televisión Nacional de Chile. La sua eccezionale partecipazione gli offre la possibilità di far parte del gruppo stabile di cantanti e ballerini dello spazio (noto come El Clan Rojo), oltre a registrare il suo primo album da solista —intitolato La chica de Rojo—, sotto l'etichetta dalla casa discografica americana Warner Music Group, che dopo solo un mese sul mercato ha ottenuto sia dischi d'oro che di platino.
Ma dopo quattro anni di proficua collaborazione con il programma, il cantante sente il bisogno di "lasciare quasi tutto" e trasferirsi in Messico. Il 22 giugno 2007 ha salutato lo spazio durante un gala tenutosi al Teatro Caupolicán di Santiago. Il mese successivo lascia il Cile per risiedere, lavorare e ottenere la cittadinanza messicana nel paese azteco.
2007-2010: arrivo in Messico.
Fin dal primo momento la cantante si stabilisce a Città del Messico, anche se ogni fine settimana si reca a Veracruz (che dista circa quattrocento chilometri su strada), dove si guadagna da vivere interpretando versioni di canzoni di altri artisti in un bar chiamato "La Casona". Lavoro per un anno viaggiando a Veracruz ogni fine settimana per cantare, "un intero anno di fine settimana in un camion, molto stanco, ma era il mio lavoro sicuro", ha detto il cantante.
Durante quasi tutto il 2009, ha promosso il singolo Lo mismo que yo, che farà parte di un album che intende pubblicare entro la fine dell'anno. Alla fine del 2009 le è stato diagnosticato un cancro alla tiroide, che l'ha costretta a ritirarsi a lungo dal palco, esperienza che ha catturato nella canzone "Hospital", pubblicata nel 2013 nel suo terzo album in studio "Tornasol".
Una volta guarita, avviene nella cantante una svolta radicale, che la porta ad indossare d'ora in poi un certo look trasgressivo, nonché l'adozione di Mon Laferte come nuovo nome d'arte oltre a non pubblicare l'album che sarebbe stato esce nel 2009 e invece inizia a lavorare alla composizione di un nuovo album.
2011-2012: il suo album "Desechable" e Factor X
Alla fine di luglio 2011 è stato messo in vendita l'album Desechable (Disposable in italiano), prodotto in Messico dalla Warner Chappell e pubblicato per la prima volta con l'attuale nome d'arte di Mon Laferte, che ha il supporto di cantanti e cantautori latini come Michelle Álvarez o Ángela Dávalos, e a cui corrispondono i cinque singoli "Soy", "Depresion", "Toxico", "Desechable" e "Un solo hombre no puedo tener". Sulla copertina dello stesso appare un'immagine dell'artista con un miniabito nero e scarpe rosse all'interno di una vasca da bagno piena di immondizia (facendo riferimento al nome dell'album).
In collaborazione con il cantautore messicano César Ceja, ha composto nel 2012 il tema principale della colonna sonora del film peruviano El buen Pedro, dal titolo "Vuelve por favor", che compare l'anno successivo nel suo album Tornasol.
Quasi contemporaneamente la cantante torna in Cile dove partecipa come membro della giuria di qualificazione per la seconda stagione del programma Factor National Television. Corrisponde a questo momento anche la sua presentazione all'inizio del 2012 come cantante della band heavy metal messicana femminile Mystica Girls, con la quale nel febbraio 2014 ha registrato l'album intitolato Gates of Hell.
2013: Tornasol e il suo debutto nel cinema peruviano
Il 7 gennaio 2013 esce ufficialmente il suo secondo album indipendente intitolato Tornasol (prodotto congiuntamente dalla stessa cantante e dal già citato musicista messicano César Ceja), composto da quattordici brani nella cui esecuzione artisti come Renee Mooi, Paz Quintana, Mariel Mariel, El Viaje de Seth o Fakuta, e in cui Laferte esplora suoni diversi dal rock, attraverso il reggae, il pop rock o la musica elettronica, tra gli altri. In questo caso escono i singoli "Angel negro", "Hey Hey", "Orgasmo para dos" e "Tornasol", più due promozionali: "Vuelve por favor" e "Lo que pido".
Sempre nello stesso anno debutta come attrice nella commedia peruviana Japy Ending, in cui interpreta Eli, una cantante che, appresa che la fine del mondo si sta avvicinando, chiede come ultimo desiderio di morire sul palco. Agosto partecipa insieme ad altri artisti a una sessione speciale del quartetto cileno Los Tetas per rivedere alcuni dei più grandi successi del gruppo.
2014-2015: Mon Laferte Vol. 1
Nel febbraio 2014, le Mystica Girls, la band metal di cui Mon era un cantante, hanno pubblicato il loro secondo album in studio, intitolato Gates of Hell. Era previsto che entro ottobre di quell'anno avrebbe pubblicato la sua terza produzione musicale come solista (quarta se si considera l'album La chica de Rojo della sua prima carriera in Cile), all'interno della quale c'è "Tormento", la prima canzone di anticipo di il nuovo materiale.4
Questo album è stato finalmente pubblicato il 31 gennaio 2015, presso l'SCD Vespucio Room, Santiago del Cile, il suo terzo album, Mon Laferte Vol. 1. L'album originariamente conteneva 10 canzoni, da cui i brani "Tu falta de querer" e " Amor completo". Una settimana dopo la prima, raggiunge la settima posizione su iTunes in Cile e la decima su iTunes in Messico. Il 25 febbraio, Mon Laferte Vol. 1 viene lanciato in Messico all'Indie Rocks Forum!
Nello stesso anno, domenica 25 marzo, Mon Laferte è riuscito a riempire la tenda intollerante di Vive Latino.
La sua canzone "Amor Completo" è stata scelta come canzone dell'anno da Gritaradio, classificandola al primo posto tra le 100 migliori canzoni in Messico.
2016: ristampa di Mon Laferte Vol. 1 e successo internazionale
A metà del 2015, Mon annuncia il suo nuovo contratto discografico con Discos Valiente, una suddivisione di Universal Music México, al fine di lanciare una rimasterizzazione di Mon Laferte Vol.1 e la sua uscita commerciale. Il 21 agosto è l'uscita di detta rimasterizzazione e della canzone "Amor completo" come primo singolo estratto dall'album, la canzone è stata ben accolta dal pubblico messicano e rapidamente il video musicale è riuscito a superare il milione di visualizzazioni sul suo canale su YouTube.
Il 14 settembre, Mon pubblica il suo secondo pezzo singolo e audiovisivo dall'album, la canzone "Tu falta de querer" che è riuscita a diventare un successo a livello messicano e latinoamericano, raggiungendo il numero 4 delle classifiche messicane e raggiungendo fino ad oggi (maggio 2023) più di 500 milioni di visualizzazioni su YouTube, diventando la canzone più vista da un artista cileno sulla piattaforma e classificandosi come le canzoni più ascoltate nel 2016 dalla radio messicana e classificandosi per più di 6 mesi nella top 100 più venduta singoli su iTunes Messico. Dopo l'uscita dell'album, Mon si unisce al cantautore messicano Caloncho nel Mon La Fruta Tour, riuscendo a registrare il tutto esaurito nella maggior parte dei suoi spettacoli in tutto il Messico, riempiendo due volte il Teatro Metropólitan de México e culminando con una presentazione con il tutto esaurito all'Auditorium Nazionale (Messico).
Nell'aprile 2016 è stata pubblicata una ristampa dell'album Mon Laferte Vol.1, questa volta con la registrazione del suo concerto al Lunario del Auditorio Nacional in Messico e una nuova canzone, la canzone "Bonita". Il 13 maggio, Mon si esibisce in un unico concerto al teatro Cariola nel suo nativo Cile, registrando il tutto esaurito un mese prima della data del concerto. Nello stesso mese, ha ricevuto un disco d'oro per le alte vendite in Messico del suo ultimo album.
A giugno dello stesso anno si esibisce dal vivo a MTV MIAW 2016, che mette in evidenza i giovani più influenti del mondo e che vengono selezionati tramite votazione sui social network, vincendo due delle tre categorie per le quali è stata nominata "Video Latin of the Year" per la canzone "Tu falta de querer", che ha già milioni di visualizzazioni su YouTube. Inoltre, le è stato riconosciuto il premio "Buzz Artist of the Year".
Durante il mese di luglio, e solo due mesi dopo aver ottenuto il disco d'oro, Mon ha ricevuto un disco di platino per la vendita di oltre 60mila copie del suo album "Mon Laferte Vol 1" in Messico.
Il 21 settembre, è stata nominata due volte per i Latin Grammy Awards 2016, nelle categorie Best New Artist e Best Alternative Music Album, gareggiando in quest'ultima con artisti come Carla Morrison, Bebe, Illya Kuryaki and the Valderramas, ed Esteman. È stato inoltre confermato come uno dei numeri del gala che celebrerà una versione dei Latin Grammy Awards di quell'anno.
Il 5 novembre, durante la sua presentazione al Catrina Festival, Mon ha ricevuto la certificazione Platinum + Gold davanti a 15.000 persone per oltre 90.000 unità vendute.
Nel novembre dello stesso anno, è apparso ai Latin Grammy Awards con la canzone "Si tú me quisieras", insieme al cantautore colombiano Juanes alla chitarra, con il quale avrebbero poi registrato la canzone Amárrame, per quella che sarebbe stata la loro quarta albume. .
Nel dicembre 2016, Mon ha ricevuto il disco d'oro nel suo paese, il Cile, dopo aver superato i 5.000 download digitali, oltre al fatto che le sue canzoni come "Tu falta de querer", "Amor completo", "Si tú me quisieras" sono state trovato tra i migliori venditori di iTunes Cile durante il 2016.
Ha ricevuto un invito a cantare al "Festival Frontera", che viene sospeso per mancanza di autorizzazione da parte dell'ufficio del sindaco.
Il 4 maggio 2017 ha ottenuto la sua prima certificazione Vevo per il suo brano "Tu falta de querer" dopo aver superato i 100 milioni di visualizzazioni su YouTube, ricevendo il riconoscimento per il traguardo il 9 maggio dello stesso anno.
2017: Successo al Festival di Viña, "La trenza" e il suo primo Latin Grammy
Il 7 gennaio 2017 ha partecipato alla quarta edizione del Chilean Rock Summit, tenutosi presso lo Stadio Nazionale del Cile, dove più di 35.000 persone hanno assistito a una messa in scena accattivante e la sua voce spettacolare l'ha portata ad essere la performance più eccezionale. Summit.58 Va notato che questa è stata la performance più massiccia fino ad oggi di Mon Laferte in Cile.
Il 26 gennaio 2017, le canzoni "Amor completo" e "Si tú me quisieras" hanno ricevuto un singolo d'oro dopo aver superato i 30.000 download digitali, mentre "Tu falta de querer" è stato certificato un singolo platino + oro dopo aver superato i 90.000 download digitali, facendo superare a questi tre singoli (incluso l'album) più di 150.000 vendite solo in Messico.
Il 24 febbraio 2017, durante la conferenza stampa per la sua esibizione al Viña del Mar International Song Festival, ha ricevuto il disco di platino in Cile dopo aver superato i 10.000 download digitali per Mon Laferte Vol.1.
Sabato 25 febbraio si è esibita per la prima volta nella sua carriera all'edizione 2017 del Festival Internazionale della Canzone di Viña del Mar come una delle grandi guest star ed è anche membro della giuria dei concorsi internazionali e folcloristici. , dove gli sono stati conferiti i massimi riconoscimenti del concorso: Silver e Gold Gaviota, davanti a più di 15mila persone L'euforia del pubblico è stata così grande che ha chiesto all'organizzazione del festival di assegnargli il Platinum Gaviota, che solo è stato dato due volte nella storia del festival (il messicano Luis Miguel nel 2012 e la spagnola Isabel Pantoja in rappresentanza del cantautore e compositore messicano Juan Gabriel nel 2017).Dopo non essere stato premiato (perché il premio riconosce la traiettoria), il pubblico ha impedito il normale svolgimento dell'evento per più di 20 minuti, interrompendo la cerimonia di premiazione del concorso internazionale, poiché si chiedeva il suddetto premio e il ritorno in scena dell'artista, era la prima volta in tutta la storia del festival che il pubblico pretende il gabbiano di platino da un'artista, a maggior ragione da un'artista cilena come lei. Rivivere scene che non si vedevano dai grandi spettacoli dell'età d'oro del festival negli anni 80. Il primo spettacolo di Laferte a questo festival è considerato da molti il miglior spettacolo di questo evento negli anni 2010, paragonabile agli spettacoli delle star mondiali come i britannici Sting ed Elton John hanno fatto tendenza anche il giorno successivo su YouTube quando il loro programma ha raggiunto 1.000.000 di visualizzazioni in sole 24 ore.
Inoltre, diventata la Regina del Mostro, concorso che ha visto la partecipazione di oltre 32mila persone tra stampa e pubblico, Laferte è riuscita a superare l'attrice comica cilena Valentina Saini e la cantante argentina Lali Espósito, ottenendo il primo posto nel concorso che si è tenuto per la prima volta, istanza in cui ha ricevuto la corona e la fascia dopo questa conquista, è stata anche nominata Regina della stampa che ha visto la partecipazione di 32.000 persone tra pubblico e stampa accreditata del Festival, vincendo degli orecchini dal barone dei gioiellieri.
Il 19 marzo 2017 ha partecipato per la seconda volta al Vive Latino Festival, questa volta sul palco dell'Escenario Indio Pilsner Plata, dove ha cantato dal vivo la canzone Amárrame con Juanes.
Giorni dopo la sua certificazione Vevo, il 9 maggio 2017, Mon Laferte Vol.1 è riuscito a certificare un doppio disco di platino + disco d'oro in Messico dopo aver distribuito più di 150.000 copie.Il 24 luglio ha ricevuto la certificazione di triplo disco da platino in Messico e Quadruplo Disco di Platino in Cile, per aver raggiunto rispettivamente più di 180mila copie e 40mila copie vendute.
Durante la metà del 2016, prima di apparire per la prima volta a detto festival, Mon ha iniziato a lavorare su quello che sarebbe stato il suo quarto album in studio, La trenza, che è stato rilasciato il 28 aprile 2017.
L'album è stato registrato tra il Messico e il Cile, dove verranno salvati accenni di folklore cileno e messicano, così come suoni caratteristici dell'America Latina nella regione come i ritmi andini del Perù, della Bolivia e del nord del Cile, anche se senza dimenticare le ballate con il caratteristico suono di lun. Con le sue stesse parole, definisce l'album "un portale tra Messico e Cile" dove salva ciò che ha vissuto durante il suo tour e altri momenti, sia professionali che personali.
Il 10 febbraio 2017 ha pubblicato il singolo "Amárrame" con Juanes, una collaborazione del genere cumbia, il video musicale è stato pubblicato su MTV lo stesso giorno e successivamente sulla piattaforma VEVO. Contemporaneamente, lo stesso giorno ha pubblicato il brano Yo Te Qui, disponibile sulle piattaforme di streaming e Apple Music. Il giorno della sua uscita, il singolo ha debuttato sui bestseller di iTunes Messico, Cile, Costa Rica, Ecuador, Colombia e Bolivia.Inoltre, prima del suo lancio, è riuscito a diventare un Trending Topic sulla piattaforma Twitter in un poche ore e dopo una tendenza su YouTube nel suo nativo Cile.
Durante il 2017, Mon era ancora in tournée, presentando ancora il suo album precedente, includendo nel suo repertorio le produzioni "Amárrame" e "Yo Te Qui", che sono state presentate in anteprima dal vivo al suo primo spettacolo al Festival di Viña del Mar. singolo "Amárrame" l'ha resa la prima artista cilena a riuscire a individuare un singolo tra le prime cinque tendenze su Spotify World e parallelamente a questo al numero 1 su Spotify Messico e Cile contemporaneamente, nonché al numero 1 e 4 su YouTube Cile e Messico rispettivamente con più di due milioni di visualizzazioni in soli 4 giorni. Attualmente il video ha più di 40 milioni di visualizzazioni su YouTube due mesi dopo la sua pubblicazione. Il singolo è entrato nella top 40 in paesi come Colombia, Messico e Cile, riscuotendo grande popolarità nei suddetti paesi.
Il 14 aprile è diventata l'artista cilena più ascoltata nelle stazioni radio cilene, posizionandosi con quattro singoli nelle principali stazioni radio del suo paese.La sua canzone "Amárrame" con Juanes è stata la canzone cilena più ascoltata nelle stazioni radio del paese da allora il suo lancio, con un totale di 4135 esecuzioni secondo i dati della SCD (Chilean Copyright Society). Di più: da marzo ad oggi, il duetto di Laferte con Juanes si è classificato secondo nella classifica generale, che considera sia la musica cilena che quella straniera70
Il 5 maggio 2017, il singolo "Amárrame" ha ottenuto la certificazione di Single o Gold Record in Cile, Colombia e Messico, in quest'ultimo superando i 30mila download, giorni dopo il suo raggiungimento, l'11 maggio. , questo tema è certificato come "Streaming de Oro" dopo aver superato i 4 milioni di visualizzazioni sulle piattaforme digitali in Cile.
Il 28 aprile esce l'album La trenza, che contiene 11 brani, dove si avvale della collaborazione del colombiano Juanes71, dello spagnolo Enrique Bunbury e dei suoi connazionali Manuel García7172 e Los Celestinos.
Il giorno della sua uscita, l'album è andato direttamente al numero 1 su iTunes Messico e Cile. Inoltre, in sole due settimane dalla sua pubblicazione, "La Trenza" ha debuttato al numero 1 su dischi fisici in Messico ed è stato certificato disco d'oro in Messico dopo aver venduto più di 30.000 copie, e solo un mese dopo è stato certificato in Cile il Disco di Platino per 60mila copie vendute e Doppio Disco di Platino in Cile per 20mila copie vendute, durante il suo Amárrame Tour in Cile, le sue presentazioni a Santiago del Cile sono state il 20 e 21 giugno, anche Mon Laferte ha approfittato del record nel suo paese natale un nuovo ed esclusivo DVD per i suoi fan.
Dopo la sua visita in Colombia come parte dell'Amárrame Tour, il 3 luglio, Mon ha ricevuto il disco di platino per il suo singolo "Amárrame" per aver superato i 10.000 download digitali, due giorni dopo, il 5 luglio, prima che il suo concerto in Perù ricevesse l'oro Record anche per il suo singolo con Juanes.
Il 24 luglio 2017 ha ricevuto un disco di platino in Messico e un doppio disco di platino in Cile per l'album La trenza.
A settembre 2017 ha fatto un tour promozionale del suo Amárrame Tour per la prima volta in Spagna, dove si esibirà a novembre a Madrid e Barcellona.Il 20 settembre è arrivato in Cile per celebrare le feste nazionali del suo paese dove ha partecipato in chiusura della Fiesta de la Pampilla a Coquimbo, in Cile, dove si è esibito davanti a 200.000 persone.73 Prima di esibirsi a questo festival, durante la conferenza stampa, Mon ha tenuto un minuto di silenzio in omaggio alle vittime del terremoto di Messico.
Il 5, 6 e 7 ottobre si è esibita davanti a un gremito Auditorium Nazionale e l'8 ottobre la cantante cilena ha partecipato all'evento di beneficenza "Estamos Unidos Mexicanos" a El Zócalo a Città del Messico davanti a 170.000 persone che hanno cantato le sue canzoni.
Ha ottenuto cinque nomination ai Latin Grammy Awards nelle categorie: Record of the Year, Song of the Year, Album of the Year, Best Alternative Music Album e Best Alternative Song, vincendo il premio come "Best Alternative Song" per la canzone " Amárrame", oltre a un premio MTV EMA come miglior artista latinoamericano nella zona nord.
Il 10 novembre, quattro canzoni "Palomita", "Vendaval", "Alelí" (dove collabora Caloncho) e "Cuando era flor" sono state pubblicate nella versione deluxe La trenza dell'album La trenza, che include anche un DVD con materiale da una delle presentazioni al Teatro Caupolicán di Santiago del Cile dell'Amárrame Tour.
È stata scelta dal quotidiano El Mercurio e Women Entrepreneurs tra le "100 donne protagoniste dell'anno 2017".
Il 18 dicembre ha partecipato al suo più grande concerto da solista fino ad oggi alla Movistar Arena, a Santiago del Cile prima dei quindicimila, dove Pedropiedra ha partecipato come atto di apertura, con la collaborazione di Rulo e Manuel García.
2018-2019: Prima di te, Norma e il suo secondo Latin Grammy
Il 14 gennaio 2018 ha partecipato al concerto del tenore spagnolo Plácido Domingo insieme all'Orchestra Filarmonica di Bogotà intitolato "Chile in my heart", presso lo Stadio Nazionale di Santiago del Cile, in occasione del suo 50º anniversario dalla sua prima performance.in Cile, dove l'artista cileno esegue una versione sinfonica del brano Tormento, poi esegue un duetto con il tenore spagnolo in un medley di canzoni popolari "Perfidia", "Frenesí" e "La última noche", dopo un bis insieme al tenore il tango "El día que me quieras" e terminando il concerto hanno cantato insieme a Plácido Domingo Jr., il soprano portoricano Ana María Martínez, il chitarrista Pablo Sáinz Villegas e l'orchestra il brano "Gracias a la vida" di Violeta Parra.
Il 2 febbraio 2018 pubblica il singolo Antes de ti, insieme ad un video musicale, il primo diretto dallo stesso artista, il 4 maggio pubblica una versione della stessa canzone in giapponese, entrambe le versioni vengono pubblicate come singolo su vinile, con il lato A con la versione spagnola e il lato B in giapponese.Il video musicale della canzone è stato nominato agli MTV Millennial Awards come Video dell'anno e la canzone è stata nominata per la categoria canzone dell'anno ai Latin Grammy Premi.89
A maggio è stato confermato che avrebbe ospitato l'ottava edizione degli MTV Millennial Awards insieme allo youtuber La Divaza, che si è svolto il 3 giugno 2018 all'Arena Ciudad de México di Città del Messico e trasmesso su MTV Latin America.
Inoltre, Mon ha partecipato all'album tributo al cantautore e compositore messicano Marco Antonio Solís, con il brano "Invéntame". Un anno dopo, lo stesso cantautore l'ha invitata a cantare questa canzone in uno dei suoi concerti.
Durante il 2018, Mon ha lavorato al suo quinto album in studio, Norma, che è stato registrato in un'unica sessione nello studio A dei Capitol Studios di Los Angeles, California, Stati Uniti, il 16 giugno 2018, la registrazione è stata eseguita in uno prendere, senza utilizzare la tecnica della sovraincisione degli strati audio, ma piuttosto tutti gli strumenti che suonano simultaneamente per dare al materiale la sensazione di essere registrato dal vivo. 13 musicisti hanno partecipato a questa registrazione.La produzione di questo album è stata curata da Omar Rodríguez-López, l'ingegnere del suono era Bruce Botnick.Due singoli sono stati pubblicati dall'album è El beso (pubblicato il 7 settembre 2018) e il secondo il singolo estratto dall'album è Por qué me fui a enamorar de ti (pubblicato il 5 ottobre 2018), nei video musicali di entrambi sono stati diretti da Sebastián Soto Chacón, l'album è stato pubblicato il 9 novembre 2018.
Il 26 ottobre è stata pubblicata una collaborazione per il nuovo album di Natale della cantante americana Gwen Stefani, in una versione della canzone Merry Christmas del cantautore portoricano José Feliciano.
Alla fine del 2018, la rete televisiva internazionale HTV ha nominato Mon Laferte nella categoria "Best South Artist" degli Heat Latin Music Awards 2019.
Nel febbraio 2019, Mon ha ricevuto la sua prima nomination ai Billboard Latin Music Awards nella categoria Top Latin Albums Artist of the Year, Female. Inoltre, l'album Norma ha ricevuto un disco d'oro in Messico per 30.000 copie vendute. Ad aprile ha partecipato al festival musicale americano Coachella, all'evento di quell'anno hanno partecipato anche altri due artisti cileni, Javiera Mena e Tomasa del Real.
Inoltre, questo album Norma ha vinto "Best Alternative Music Album" ai Latin Grammy Awards. A metà del 2019, viene confermata ufficialmente per l'edizione 2020 del Festival Internazionale della Canzone di Viña del Mar, questa volta come artista di punta, annunciando il suo ritorno su questo palcoscenico dopo tre anni.
2020-2021: Six, 1940 Carmen e le sue nomination ai GRAMMY
Nel 2020, Mon si è esibito di nuovo al Festival internazionale della canzone di Viña del Mar, questa volta, come artista di punta il secondo giorno, dove ha fatto cantare il suo pubblico con il suo repertorio, ha invitato altri cantanti cileni sul palco a cantare cuecas e ha ottenuto il suo secondo gabbiani d'argento e d'oro. Quella stessa notte, dopo aver interpretato "Pa' donde se fue" e prima di fare "La trenza", Laferte ha tenuto un discorso in relazione alla richiesta dei Carabineros di essere chiamata a testimoniare per aver affermato nel 2019 che "la polizia e i militari hanno incendi durante le manifestazioni che da ottobre reclamano a gran voce contro le disuguaglianze sociali”.
Alla fine di quell'anno, ha ottenuto il suo terzo premio ai Latin Grammy 2020, per il suo singolo "Biutiful" come miglior canzone rock.
Nell'aprile 2021 ha pubblicato il suo nuovo album in studio Seis, con il quale ha ottenuto la sua prima nomination ai GRAMMY Awards nella categoria Miglior album di musica messicana regionale (incluso Tejano). L'album è composto da 14 tracce, comprese le collaborazioni con Gloria Trevi, Alejandro Fernández e La Arrolladora Banda El Limón. Con questo lavoro, ha ottenuto il suo quarto Latin Grammy come miglior album di cantautori.
Durante i Copihue de Oro Awards 2021, ha vinto il premio Artist of the Decade con voto pubblico.
Nell'ottobre dello stesso anno arrivò il settimo album di Laferte, 1940 Carmen. Il lavoro musicale è stato svolto quando era a Los Angeles per iniziare le cure per diventare madre e con questo album ha ottenuto la sua seconda nomination ai GRAMMY Award, questa volta nella categoria Best Alternative o Latin Rock Album.
Nel gennaio 2023 si è esibita per la prima volta all'Olmué Huaso Festival, tornando sul palco del Patagual, dove si era esibita da piccola. Nell'occasione è stata accompagnata dalle Donne del Vento Fiorito per tutto il suo spettacolo, suonando i suoi più grandi successi. Al concerto ha invitato la cantante Chabelita Fuentes, con la quale ha cantato "La Enagüita", un brano classico cileno. Ha anche colto l'occasione per cantare "Canción sin miedo" di Vivir Quintana, suscitando l'ovazione del pubblico.

## Vita privata
Nel 2007 si è trasferito a vivere in Messico, e dopo quindici anni di residenza, il governo gli ha concesso la nazionalità per naturalizzazione.Il 30 novembre 2022, il ministro degli Esteri Marcelo Ebrard gli ha concesso la rispettiva lettera, con la quale ha acquisito liberamente la cittadinanza ufficiale messicana.
Il 21 ottobre 2022 ha sposato il messicano Joel Orta.

## Discografia

### Album in studio
- 2003 – La chica de rojo
- 2011 – Desechable
- 2013 – Tornasol
- 2015 – Mon Laferte Vol.1
- 2017 – La Trenza
- 2018 – Norma
- 2021 - Seis
- 2021 - 1940 Carmen
- 2023 - Autopoiética

## Riconoscimenti
- Latin Grammy Awards
  - 2017 – "Miglior canzone alternative" per Amárrame
- MTV Europe Music Awards
  - 2017 – "Miglior artista Latina dell'America del Nord"
- MTV Millennial Awards
  - 2016 – "Video dell'anno" per Tu falta de querer
  - 2017 – "Artista messicano/a dell'anno"